# Lucida

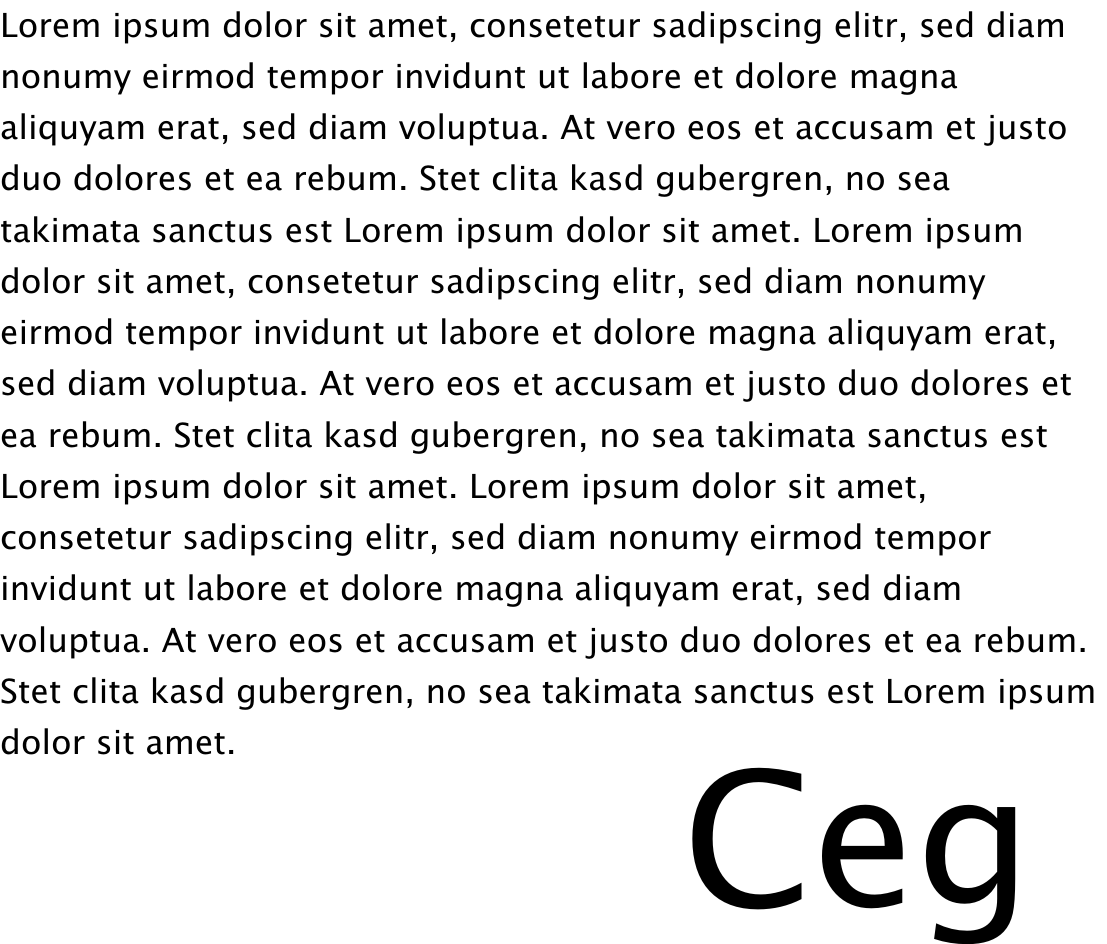
Schriftbeispiel für die Schriftart Lucida Sans Unicode

Die Lucida-Schriftsippe wurde 1984/85 von Charles Bigelow und Kris Holmes entworfen.
Sie war als eine der ersten Fonts für DTP verfügbar, ist universell einsetzbar und zeichnet sich durch ein klares Bild mit mitunter klassizistischen Zügen aus. Charakteristisch für die Lucida ist eine große x-Höhe, was jedoch die Eignung für umfangreichen Mengentext einschränkt. Bei Lucida Console wird dies durch eine sehr niedrige Versalhöhe zusätzlich verstärkt, was ihren größten Unterschied zu Lucida Sans Typewriter darstellt.
Unter den sechs Windows-Vista-Schriftarten ist Calibri diejenige, die der Lucida-Sippe am ähnlichsten ist.

## Varianten
Die Sippe umfasst verschiedene Varianten, unter anderem:
- serifenlose Schriften (Console, Sans, Sans Unicode, Sans Typewriter und Grande); von diesen sind Console und Sans Typewriter nichtproportionale Schriftarten
- Serifenschriften (Bright, Fax und Typewriter)
- Sonderschriften (Blackletter, Calligraphy und Handwriting)

Lucida Sans
Lucida Sans Typewriter
Lucida Console
Lucida Handwriting
Lucida Grande
Lucida Calligraphy
Lucida Blackletter
Lucida Fax
Lucida Bright
Lucida Serif